# فوشچواتی
فوشچواتی (انگلیسی: Foshchevaty) یک شهرک در بخش کراسنوگفاردیسکی استان بلگورود کشور روسیه است.